# Irene Petritsi Figà-Talamanca
Irene Petritsi Figà-Talamanca (in greco Ειρήνη Πετρίτσι?; Kavala, 21 ottobre 1939) è un'epidemiologa greca naturalizzata italiana.

## Biografia
Diplomata all'Anatolia College di Salonicco, ha vinto una borsa di studio per proseguire gli studi negli Stati Uniti. Nel 1962 ha conseguito un bachelor's degree in microbiologia allo Smith College in Massachussets e nel 1964 il master's degree in epidemiologia alla Yale Univerity School of Public Health.  Nel 1972 ha conseguito il PhD in public health all'Univesità della California a Berkeley.
Sposata con il matematico Alessandro Figà-Talamanca nel 1965, si trasferisce con lui in Italia. Ha lavorato dal 1974 con Alessandro Seppilli e Antonia Modolo all'Università di Perugia e dal 1977 con Giovanni Berlinguer all'Università di Roma La Sapienza, dove ha insegnato epidemiologia e igiene del lavoro come professore ordinario fino al 2012.
Con la sua attività didattica ha introdotto per la prima volta la metodologia epidemiologica nella formazione degli studenti di scienze biologiche e mediche, con l'istituzione di programmi quali un master e un dottorato di ricerca in igiene industriale e ambientale in collaborazione con i dipartimenti universitari affini e di enti pubblici di ricerca quali ISS, INAIL, ISPESL, ENEA, e del SSN. Questi programmi hanno dato ai giovani interessati l'opportunità di acquisite strumenti di ricerca utili a dare risposte ai problemi inerenti ai rischi lavorativi per la salute.

## Attività scientifica
Ha cominciato a lavorare come ricercatore alla Harvard Univerity School of Public Health, con ricerche di laboratorio e di epidemiologia statistica sul tema della mortalità materna in Grecia. 
Ha proseguito le ricerche sul tema in Italia, pubblicando il primo studio sulla mortalita delle donne in età riproduttiva attribuibile agli aborti clandestini. Nei dati ufficiali dello stato di salute della popolazione del periodo 1950-1960 si riscontrava  un quadro di persistente alta mortalità infantile e materna e un notevole declino della natalità; nello stesso tempo nei reparti di ostetricia degli ospedali risultava un crescente numero di casi di aborto presumibilmente spontaneo. Utilizzando questi dati attraverso modelli statistici demografici di Christopher Tietze, ha potuto stimare che gli aborti illegali ammontavano a 250.000 "missing births", stima confermata in seguito da una sua indagine campionaria nella popolazione . I suoi risultati sono stati alla base della riforma normativa che ha condotto alla legalizzazione dell'aborto in Italia.
Il suo volume Elementi di Epidemiologia è stato il primo testo per studenti in Italia sui metodi di ricerca epidemiologici ed è stato adottato in molti corsi universitari.
Le sue numerose pubblicazioni scientifiche riguardano principalmente la salute delle donne. Considerando che la riduzione della natalità e la crescita economica hanno permesso alle donne italiane di entrare nel mondo del lavoro, affrontando nuovi rischi per la salute, i suoi studi si sono sviluppati con indagini epidemiologiche sui rischi e danni alla salute riproduttiva connessi al lavoro nell'industria, nell'agricoltura e nell'artigianato oltre che nel lavoro in ambito sanitario. Inoltre ha condotto ricerche sull'esposizione dei lavoratori a calore eccessivo, all'inquinamento nel traffico veicolare urbano.

## Altri contributi
Approdata a Genova nel 1965, ha organizzato con un gruppo di volontarie dell'AIED il primo consultorio che prescriveva la contraccezione, all'epoca osteggiata.
Entrata a far parte dello staff dell'Istituto di igiene dell'Università di Perugia, in collaborazione con Antonia Modolo ha contribuito all'istituzione di un consultorio familiare per prevenzione della mortalità materna e dell'aborto clandestino.
Su incarico dell'Organizzazione Mondiale della Sanità ha progettato e supervisionato ricerche internazionali su incidenza e mortalità materna da aborto illegale in Malesia,  Colombia, Venezuela, Nigeria e Tunisia.